# Франко, Леонардо Ноэрен
Леона́рдо Ноэ́рен Фра́нко (исп. Leonardo Noeren Franco; род. 20 мая 1977, Сан-Николас-де-лос-Арройос) — аргентинский футболист, вратарь. Тренер.

## Биография

### Карьера игрока
В 1995—1997 годах играл за «Индепендьенте». В 1997 году перешёл в испанскую «Мериду». Вскоре, 1998 году, Лео Франко перешёл в «Мальорку». В 2004 году перешёл в «Атлетико Мадрид». В 2009 году Лео Франко перешёл в «Галатасарай». С 2010 по 2014 год выступал за испанскую «Сарагосу», в том числе последний свой сезон он провёл в Сегунде.
В середине 2014 года перешёл в «Сан-Лоренсо», боровшийся за Кубок Либертадорес. Основным вратарём команды являлся Себастьян Торрико, поэтому до конца года Франко сыграл за святых лишь в одном матче — в 1/8 финала Кубка Аргентины. «Сан-Лоренсо» дома со счётом 1:2 уступил клубу «Дефенса и Хустисия» и прекратил борьбу за трофей. В декабре того же года Франко был включён в заявку «Сан-Лоренсо» для участия в Клубном чемпионате мира.

### Карьера тренера
29 мая 2018 года Лео Франко стал главным тренером «Уэски», в которой он завершил карьеру игрока и которая впервые в своей истории вышла в Примеру.

## Достижения
- Обладатель Суперкубка Либертадорес 1995 года в составе «Индепендьенте»
- Финалист Кубка обладателей кубков УЕФА 1999 года в составе «Мальорки»
- Обладатель Кубка Испании 2003 года в составе «Мальорки»